# ジェモー
『ジェモー』（Gémeaux ）は武満徹による「オーボエ、トロンボーン、2つのオーケストラ、2人の指揮者のための」音楽作品。作曲に15年の歳月が費やされた。

## 作曲の経緯
1971年に、翌年のロワイヤン音楽祭のために委嘱されて作曲が始められた。同音楽祭で、現在の第1楽章に相当する部分が初演される予定だったが、出演料を巡って主催者と対立したオーケストラの団員がストライキを起こし、更に、出演料でもめている間に曲の委嘱者が降りたり、演奏者により演奏がキャンセルされたため、初演のめどが立たなくなった。その後、演奏される可能性もないまま15年に渡って少しずつスケッチを書き進めたが、1986年10月に全曲がサントリーホール開館記念のための委嘱作品 (サントリーホール国際作曲委嘱シリーズ) として初演された。当初、独奏者として、オーボエにはハインツ・ホリガーが、トロンボーンにはヴィンコ・グロボカールがそれぞれ想定されていた。

## 曲の構成
「ジェモー」はフランス語でふたご座を意味する。武満の解説によれば、『ジェモー』は「音楽による恋愛劇であり、ふたつのもの、時に相反するものが、愛により帰一する態を描いている。」また、つねに“2”という数が支配的であり、瀧口修造の『手づくり諺』からの
きみの眼、きみの手、きみの乳房
きみはひとりの雙子だ
に大きな影響を受けた、とも述べている。ステージに向かって左側のオーケストラはマンドリンとチェレスタ、右側はギターとピアノが使われるという若干の違いはあるが、オーケストラは左右とも2管編成を基本とした同じ編成で、舞台上では左右対称に配置される。管弦楽作品というより、大規模な室内楽曲の集合体の観をなしており、演奏者にも高度な技術が要求される。曲は4楽章からなり
1. strophe
2. genesis
3. traces
4. antistrophe

と題されている。

## 初演
1986年10月15日、サントリーホールにおいて、ブルクハルト・グレッツナー（オーボエ）、ヴィンコ・グロボカール（トロンボーン）、尾高忠明指揮・東京フィルハーモニー交響楽団、井上道義指揮・新日本フィルハーモニー交響楽団によって世界初演された。
2人のソリスト、2群のオーケストラと2人の指揮者が必要なために費用がかさむことが祟って、以後、滅多に演奏されず、武満の存命中、初演を含めて3回 しか演奏されなかった。武満没後もほとんど演奏されていない。例外的に、武満徹没後10年を記念した企画「武満徹|Visions in Time」の中で、2006年5月28日に、クリスティアン・リンドベルイ（トロンボーン）、古部賢一（オーボエ）、若杉弘、高関健指揮、東京フィルハーモニー交響楽団によって演奏され、NHK-FMの「現代の音楽」で放送された。

## 編成
- 第1オーケストラ
  - フルート 2 (1番はピッコロ持ち替え、2番はピッコロとアルト・フルート持ち替え)
  - オーボエ 1 (コール・アングレ持ち替え)
  - クラリネット 2 (1番は小クラリネットとバスクラリネット持ち替え、2番はコントラバスクラリネット持ち替え)
  - ファゴット 2 (2番はコントラファゴット持ち替え)
  - ホルン 3
  - トランペット 2
  - トロンボーン 2
  - 打楽器 3 (グロッケンシュピール、ヴィブラフォン、マリンバ、チューブラーベル、ゴング 2、タムタム 3、Almgl 2、ペダル・ティンパニ上に置いた鏧子 4、マラカス、大太鼓、吊りシンバル 3、アンティーク・シンバル
  - ハープ 1
  - チェレスタ 1
  - マンドリン 1
  - 弦5部 (第1ヴァイオリン 12、第2ヴァイオリン 0、ヴィオラ 6、チェロ 5、コントラバス 4)
- 第2オーケストラ
  - フルート 2 (2番はピッコロとアルト・フルート持ち替え)
  - オーボエ 1 (コール・アングレ持ち替え)
  - クラリネット 2 (1番は小クラリネット持ち替え、2番はバスクラリネット持ち替え)
  - ファゴット 2 (2番はコントラファゴット持ち替え)
  - ホルン 3
  - トランペット 2
  - トロンボーン 2
  - 打楽器 3 (グロッケンシュピール、ヴィブラフォン、マリンバ、チューブラーベル、ゴング 3、タンバリン、タムタム 3、Almgl 2、ペダル・ティンパニ上に置いた鏧子 4、マラカス、吊りシンバル 3、アンティーク・シンバル
  - ハープ 1
  - ピアノ 1
  - ギター 1
  - 弦5部 (第1ヴァイオリン 12、第2ヴァイオリン 0、ヴィオラ 6、チェロ 5、コントラバス 4)
- 独奏オーボエ
- 独奏トロンボーン

## 演奏時間
演奏時間は約30分と、武満の曲にしては異例の長さである。

## 出版
ショット・ミュージック

## 録音
- 本間正史（オーボエ）、クリスティアン・リンドベルイ（トロンボーン）、若杉弘（第1オーケストラ）、沼尻竜典（第2オーケストラ）指揮、東京都交響楽団（1994年7月25日、7月29日）。

上記の通り、多くの演奏が望めなかったため、武満自身この録音を非常に喜んだ。
- 「武満徹の宇宙　Cosmos of Toru Takemitsu」財団法人東京オペラシティ文化財団・タワーレコード TOCCF-10、古部賢一（オーボエ）、クリスティアン・リンドベルイ（トロンボーン）、若杉弘（第1オーケストラ）、高関健（第2オーケストラ）指揮、東京フィルハーモニー交響楽団（2006年5月28日、東京オペラシティ・コンサートホール〈タケミツメモリアル〉、ライブ録音）

### 注
1. ↑  ただし、ホリガーではなくジャン・クロード・マルゴワールを想定していたと書く文献もある[4]。
2. ↑  武満の記憶では、残りは、サイモン・ラトルがエディンバラで演奏したのと、ケント・ナガノがバークレーで演奏したものの2回[1]。
3. ↑  当初予定されていた岩城宏之は、リハーサルの初日に振っただけで、以後、体調不良のため降板[5]。この直後に岩城は死去した[5]。